# El Parral
El Parral település Spanyolországban, Ávila tartományban.  Lakosainak száma 62 fő (2024).

## Népesség
A település népessége az utóbbi években az alábbiak szerint változott:
| Lakosok száma | 130  | 123  | 121  | 115  | 112  | 86   | 74   | 67   | 61   | 62   |
|               | 2001 | 2004 | 2006 | 2009 | 2011 | 2014 | 2016 | 2019 | 2021 | 2024 |